# David Glantz
David M. Glantz, né le 11 janvier 1942 à Port Chester,  est un historien américain, spécialiste de l'Armée rouge durant la Seconde Guerre mondiale.

## Biographie
David Glantz a fait carrière dans l'Armée des États-Unis, dont il est retraité comme colonel depuis 1993.
Il est directeur du Combat Studies Institute de Fort Leavenworth, au Kansas, de sa fondation en 1979 jusqu'en 1983, puis directeur des opérations soviétiques du Center for Land Warfare de l'United States Army War College à Carlisle, en Pennsylvanie, de 1983 à 1986. En 1988, il crée le The Journal of Soviet Military Studies, devenu en 1993 le Journal of the Slavic Military Studies.
David Glantz a apporté une perspective inédite sur le front de l'Est pendant la Seconde Guerre mondiale, en ayant accès aux archives soviétiques puis russes. Il a pour la première fois décrit les opérations militaires en intégrant complètement le point de vue soviétique, et pas seulement à partir du point de vue allemand. Il a mis en évidence plusieurs batailles peu étudiées, comme l'opération Mars en novembre-décembre 1942, les combats complexes au sud de Leningrad en 1942-1943, notamment l'opération Iskra en janvier 1943, ou l'invasion de la Mandchourie en août 1945.
Les textes de David Glantz sont généralement centrés sur les opérations militaires et n'abordent pas les aspects économiques et politiques du conflit. D'une lecture parfois aride, ils sont soutenus par des cartes précises et détaillées. Les éditions Delga ont publié en 2012 la seule traduction existante en français d'un ouvrage de l'auteur, sous le titre : La Guerre germano- soviétique 1941-1945 (Mythes et réalités).

## Publications
- Soviet Military Deception in the Second World War, Frank Cass, London, (1989)  (ISBN 0-7146-3347-X)
- The role of intelligence in Soviet military strategy in World War II, Presidio Press, Novato, 1990  (ISBN 0891413804)
- Soviet military operational art: in pursuit of deep battle, (1991) (ISBN 0-7146-4077-8)
- From the Don to the Dnepr: Soviet Offensive Operations, December 1942-August 1943 (1991)  (ISBN 0-7146-3350-X)
- The Military Strategy of the Soviet Union: A History (1992)  (ISBN 0-7146-3435-2)
- The History of Soviet Airborne Forces (1994)  (ISBN 0-7146-3483-2)
- Soviet Documents on the Use of War Experience: The Winter Campaign, 1941-1942 (Cass Series on the Soviet Study of War, 2), David M. Glantz (Editor), Harold S. Orenstein (Editor)
- When Titans Clashed: How the Red Army Stopped Hitler, avec Jonathan M. House, (1995)  (ISBN 0-7006-0717-X)
- The Initial Period of War on the Eastern Front, 22 June - August 1941: Proceedings of the Fourth Art of War Symposium, Garmisch, October, 1987 (Cass Series on Soviet Military Experience, 2), edited by Colonel David M. Glantz, Routledge, (1997)  (ISBN 978-0714642987)
- Stumbling Colossus: The Red Army on the Eve of World War (1998)  (ISBN 0-7006-0879-6)
- Kharkov 1942: Anatomy of a Military Disaster (1998)  (ISBN 1-885119-54-2)
  - Reviewed by John Erickson in The Journal of Military History, Vol. 63, No. 2 (April, 1999), pp. 482–483
- Zhukov's Greatest Defeat: The Red Army's Epic Disaster in Operation Mars, 1942 (1999)  (ISBN 0-7006-0944-X)
- Forward to Forging Stalin's Army: Marshal Tukhachevsky And The Politics Of Military Innovation by Sally Stoecker
- The Battle of Kursk (1999)  (ISBN 0-7006-0978-4)
- Barbarossa: Hitler's Invasion of Russia 1941 (2001)  (ISBN 0-7524-1979-X)
- Captured Soviet Generals: The Fate of Soviet Generals Captured by the Germans, 1941-1945, Aleksander A. Maslov, edited and translated by David M. Glantz and Harold S. Orenstein, Routledge; 1 edition (2001),  (ISBN 978-0714651248)
- The Siege of Leningrad, 1941-1944: 900 Days of Terror (2001)  (ISBN 0-7603-0941-8)
- Belorussia 1944: The Soviet General Staff Study, Soviet Union Raboche-Krestianskaia Krasnaia Armiia Generalnyi Shtab, Glantz, David M. (Editor), Orenstein, Harold S. (Editor), Frank Cass & Co, 2001  (ISBN 978-0714651026)
- The Battle for Leningrad, 1941-1944 (2002)  (ISBN 0-7006-1208-4)
- Before Stalingrad: Barbarossa, Hitler's Invasion of Russia 1941 (Battles & Campaigns), Tempus, 2003  (ISBN 978-0752426921)
- Battle for the Ukraine: The Korsun'-Shevchenkovskii Operation (Soviet (Russian) Study of War), Frank Cass Publishers, 2003  (ISBN 0714652784)
- The Soviet Strategic Offensive in Manchuria, 1945: August Storm (2003)  (ISBN 0-7146-5279-2)
- Atlas and operational summary : the border battles, 22 June-1 July 1941; daily situation maps prepared by Michael Avanzini, Publisher: David Glantz, 2003
- Hitler and His Generals: Military Conferences 1942-1945: The First Complete Stenographic Record of the Military Situation Conferences, from Stalingrad to Berlin, Helmut Heiber and David M. Glantz editors (English edition), Enigma Books; (2005)  (ISBN 978-1929631285)
- Colossus Reborn: The Red Army at War, 1941-1943 (2005)  (ISBN 0-7006-1353-6)
- Companion to Colossus Reborn: Key Documents and Statistics (2005)  (ISBN 0-7006-1359-5)
- Red Storm Over the Balkans: The Failed Soviet Invasion of Romania, Spring 1944 (2006)  (ISBN 0-7006-1465-6)
- Stalingrad: How the Red Army Survived the German Onslaught, Casemate Publishers and Book Distributors, Jones, Michael K. (Author), Glantz, David M. (Foreword) 2007  (ISBN 978-1932033724)
- (en) To the gates of Stalingrad : Soviet-German combat operations April-August 1942, Lawrence (Kan.), University Press of Kansas, coll. « Modern War Studies », avril 2009, 678 p. (ISBN 978-0-7006-1630-5)
- (en) Armageddon in Stalingrad : September-November 1942, Lawrence (Kan.), University Press of Kansas, coll. « Modern War Studies », octobre 2009, 896 p. (ISBN 978-0-7006-1664-0)
- (en) Endgame at Stalingrad, book one : November 1942, Lawrence (Kan.), University Press of Kansas, coll. « Modern War Studies », mars 2014, 656 p. (ISBN 978-0-7006-1954-2)
- (en) Endgame at Stalingrad, book two : December 1942 - January 1943, Lawrence (Kan.), University Press of Kansas, coll. « Modern War Studies », avril 2014, 848 p. (ISBN 978-0-7006-1955-9)
- (en) Companion to Endgame at Stalingrad,, Lawrence, University Press of Kansas, coll. « Modern War Studies », avril 2014, 848 p. (ISBN 978-0-7006-1956-6)